# Anker Kirkeby

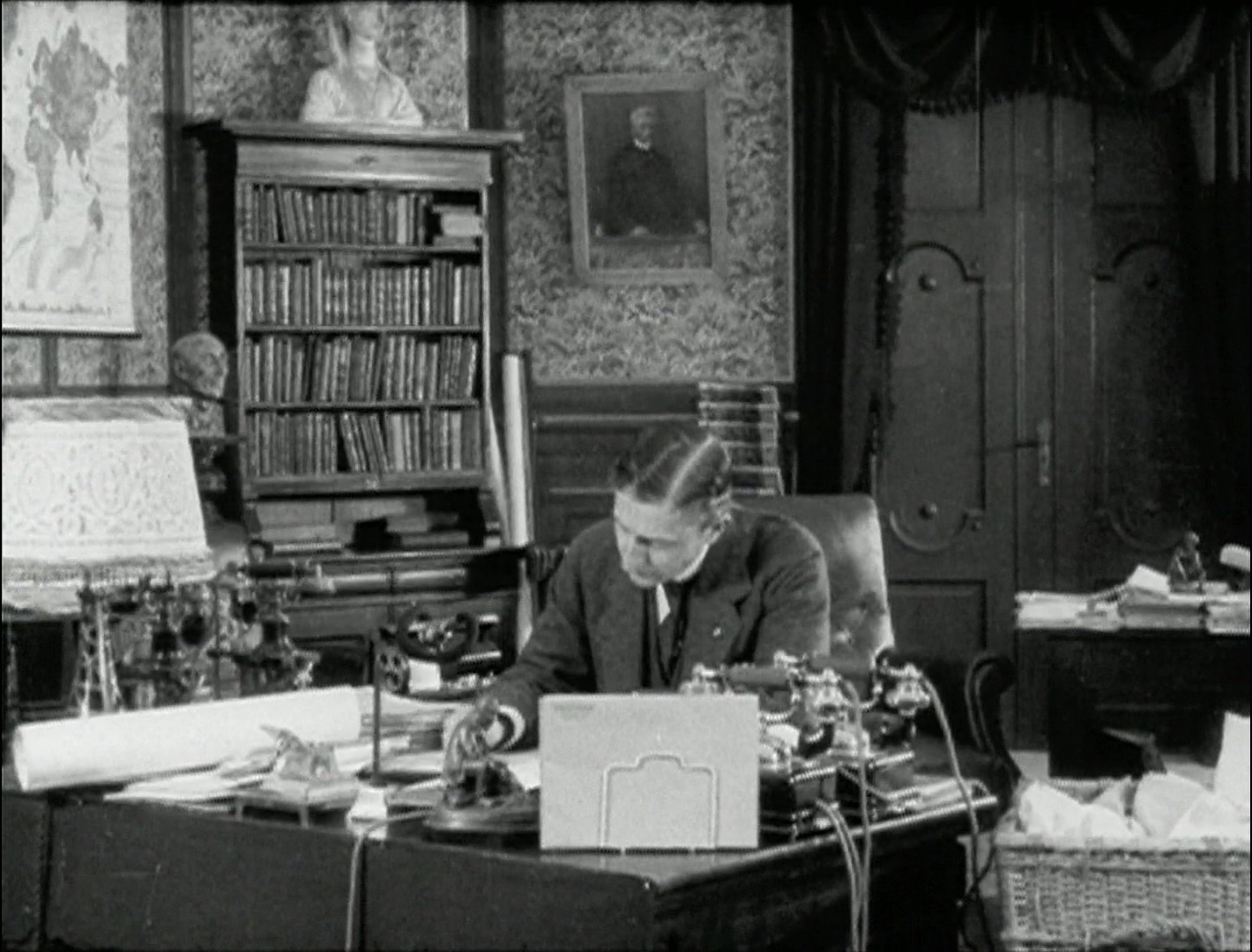
Anker Kirkeby, 1912.

Anker Høxbro Kirkeby, född 12 september 1884, död 27 januari 1957, var en dansk journalist.
Kirkeby var mångårig medarbetare i Politiken, där han behandlade snart sagt alla ämnen: reportage, politik, teater, litteratur med mera. En bred optimism, en livlig fantasi, ett flödande föredrag och en utpräglat sinne för det aktuella gjorde honom till en av samtidens ledande danska journalister.